# جوایز بهترین‌های فوتبال فیفا ۲۰۱۹
جوایز بهترین‌های فوتبال فیفا ۲۰۱۹ (به انگلیسی: The Best FIFA Football Awards 2019) جوایزی است که طی برگزاری جشنواره‌ای در تاریخ ۲۳ سپتامبر ۲۰۱۹، توسط فیفا به بازیکنان و مربیان فوتبال برگزیده سال ۲۰۱۹ اهدا شد. مراسم اهدای این جوایز در سالن اپرای «تئاترو آلا اسکالا» واقع در شهر میلان ایتالیا برگزار شد.
جایزهٔ بهترین بازیکن مرد سال فیفا به لیونل مسی مهاجم آرژانتینی باشگاه بارسلونا اهدا شد.

## برندگان و نامزدها

### بهترین بازیکن مرد سال
در ژوئیه ۲۰۱۹ فهرست بازیکنان برگزیده سال فیفا اعلام و پس از آن در ۲ سپتامبر ۲۰۱۹، سه بازیکن نهایی فیفا مشخص شد. اولویت برگزیدن این بازیکنان، بهترین عملکرد از تاریخ ۱۸ ژوئیه ۲۰۱۸ تا ۱۹ ژوئیه ۲۰۱۹ (فصل ۱۹–۲۰۱۸) بود.
در مراسم اهدای جوایز، لیونل مسی از آرژانتین به عنوان بهترین بازیکن مرد فیفا جایزه بهترین (به انگلیسی: The best) بخش مردان را دریافت کرد. مسی برای اولین بار از زمانی که جوایز بهترین‌های فیفا اهدا می‌شود (سال ۲۰۱۶)، آن را به دست آورد اما با به‌شمار آوردن این جایزه، او با شش بار برگزیده شدن، رکورددار عنوان بهترین بازیکن سال جهان شد.

#### نامزدها

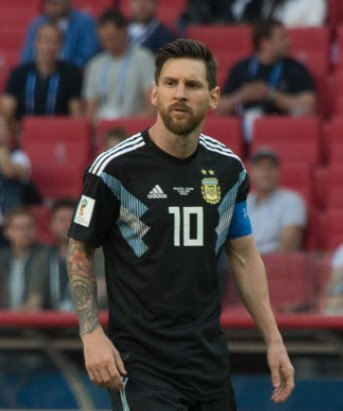
لیونل مسی برندهٔ بهترین بازیکن مرد فیفا
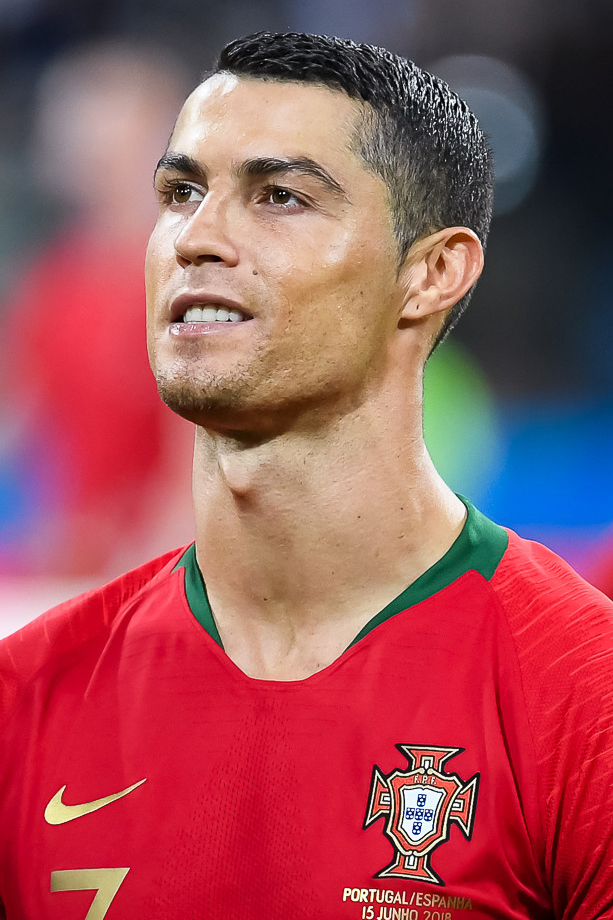
کریستیانو رونالدو نامزد دریافت جایزهٔ بهترین بازیکن مرد فیفا و ۲ بار برندهٔ این عنوان در سال‌های ۲۰۱۶ و ۲۰۱۷
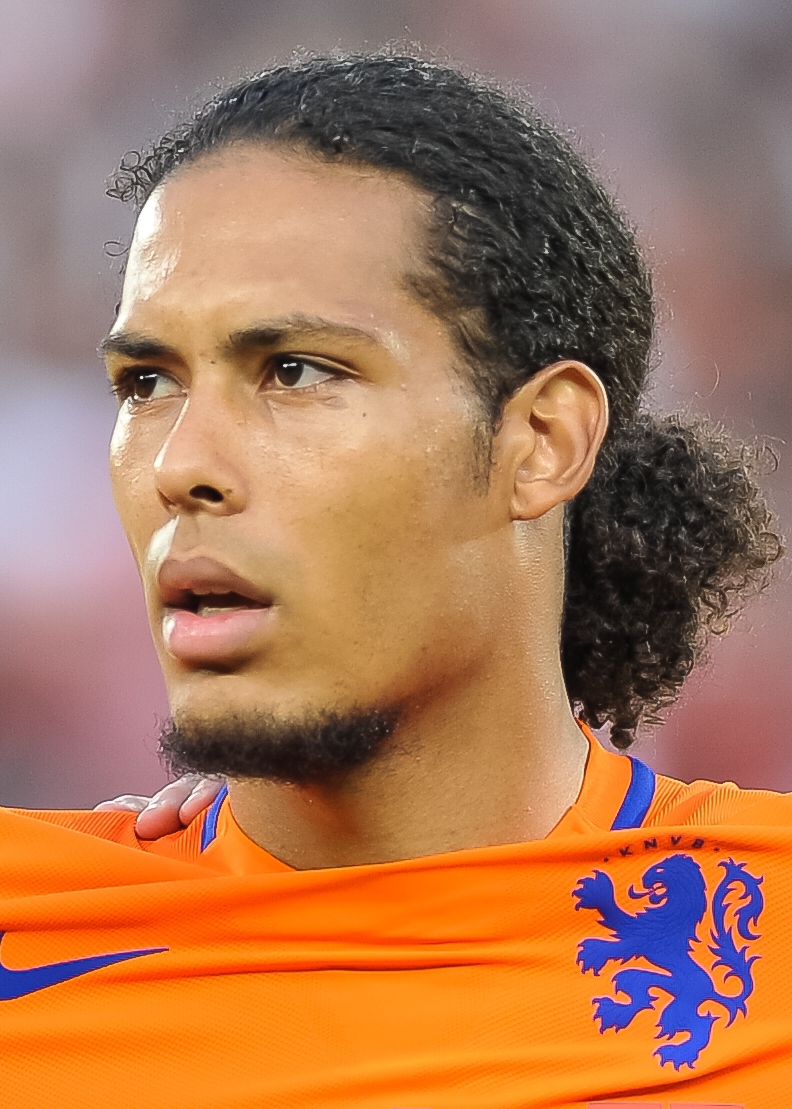
ویرجیل فن دایک هلندی، نامزد دریافت جایزهٔ بهترین بازیکن مرد فیفا و بهترین بازیکن سال اروپا در ۲۰۱۹

| رتبه         | بازیکن            | باشگاه                       | تیم ملی    | امتیاز     |
|              | فینالیست‌ها        | فینالیست‌ها                   | فینالیست‌ها | فینالیست‌ها |
| ------------ | ----------------- | ---------------------------- | ---------- | ---------- |
| ۱            | لیونل مسی         | بارسلونا                     | آرژانتین   | ۴۶         |
| ۲            | ویرجیل فن دایک    | لیورپول                      | هلند       | ۳۸         |
| ۳            | کریستیانو رونالدو | یوونتوس                      | پرتغال     | ۳۶         |
| دیگر نامزدها |                   |                              |            |            |
| ۴            | محمد صلاح         | لیورپول                      | مصر        | ۲۶         |
| ۵            | سادیو مانه        | لیورپول                      | سنگال      | ۲۳         |
| ۶            | کیلین ام‌باپه      | پاری سن ژرمن                 | فرانسه     | ۱۷         |
| ۷            | فرانکی دی یونگ    | آژاکس بارسلونا (تیم کنونی)   | هلند       | ۱۶         |
| ۸            | ادن هازارد        | چلسی رئال مادرید (تیم کنونی) | بلژیک      | ۱۶         |
| ۹            | ماتیاس دی لیخت    | آژاکس یوونتوس (تیم کنونی)    | هلند       | ۹          |
| ۱۰           | هری کین           | تاتنهام                      | انگلستان   | ۵          |

### بهترین دروازه‌بان مرد سال
نام هر سه دروازه‌بان برگزیده فیفا در ۲ سپتامبر ۲۰۱۹ اعلام شد. الیسون بکر دروازه‌بان لیورپول و تیم ملی برزیل که قهرمان لیگ قهرمانان اروپا ۱۹–۲۰۱۸ و کوپا آمریکا ۲۰۱۹ شده بود، موفق شد جایزه بهترین دروازه‌بان فیفا را کسب کند.
| رتبه | دروازه‌بان           | باشگاه      | تیم ملی |
| ---- | ------------------- | ----------- | ------- |
| ۱    | الیسون بکر          | لیورپول     | برزیل   |
| ۲    | مارک-آندره تر اشتگن | بارسلونا    | آلمان   |
| ۳    | ادرسون مورائس       | منچستر سیتی | برزیل   |

### بهترین مربی مرد سال
لیست ده مربی برگزیده در ۳۱ ژوئیه ۲۰۱۹ از سوی فیفا اعلام و در ۲ سپتامبر ۲۰۱۹ فینالیست‌ها مشخص شدند. یورگن کلوپ سرمربی آلمانی لیورپول که این باشگاه را به قهرمانی لیگ قهرمانان اروپا ۱۹–۲۰۱۸ رسانده بود، با ۴۸ امتیاز برنده عنوان مربی سال فیفا شد. رقیب او پپ گواردیولا که سه‌گانه فوتبال انگلستان را با منچستر سیتی دریافت کرده بود، به رتبه دوم رسید.
| رتبه | نام               | سرمربی باشگاه | امتیاز |
| ---- | ----------------- | ------------- | ------ |
| ۱    | یورگن کلوپ        | لیورپول       | ۴۸     |
| ۲    | پپ گواردیولا      | منچستر سیتی   | ۳۸     |
| ۳    | مائوریسیو پوچتینو | تاتنهام       | ۲۷     |